# هندسة جيوفيزيائية
هندسة جيوفيزيائية (بالإنجليزية:  geophysical engineering)‏. هو دراسة البنية الجيولوجية الكامنة في الأرض مثل، المياه الجوفية، تلوث البيئة، الأثار،
وتشمل دراسة الهندسة الجيوفيزيائية عددة مجالات منها:
البنية التحتية (الطرق السريعة والجسور.
المياه الجوفية (التنقيب ورسم الخرائط الملوثات).
المخاطر الجيولوجية (التخفيف زلزال وانهيار بنية رسم الخرائط.
في المناطق الحضرية (رسم الخرائط فائدة، التخزين تحت الأرض موقع الخزان).
رسم الخرائط الجيولوجية.
علم الآثار.
الطب الشرعي (أي الدفن غير القانوني، الخ.).
الهندسة المدنية / الاختبارات غير المتلفة (NDT).
ما يسمى ب «براونفيلد» والدفن التحقيقات.
الذخائر غير المنفجرة (كشف الذخائر والألغام غير المنفجرة).
سلامة السدود.
تطبيقات البنية التحتية لديها أكثر من "عنصر في الهندسة الجيوفيزيائية، وهو، التعامل مع كشف وتوصيف ظروف رصف الطرق الخطرة الكامنة مثل الطرق السريعة والجبيلية، وهذا النوع من التطبيق قد ينطوي على الكشف عن الفراغات تحت الطرق بسبب الحفريات تحت الأرض (أي التعدين أو الأنفاق)، أو وصف لسلامة النسبية لتعزيز الهياكل البنائية في هياكل الجسور أو وسائل النقل الأخرى.
التطبيقات الأخرى التي تركز في المقام الأول على الهندسة الانضباط الفرعية من البيئة وهندسة الجيوفيزياء تشمل سلامة السدود، والهندسة المدنية (بما في ذلك تحديد الخواص الهندسية للصخور والتربة قبل البناء وانشاء المخططات).
ومع ذلك، فإنه ليس من الممكن دائما لرسم مثل هذه الفروق واضحة بين كل الفرعي الانضباط. على سبيل المثال، من الواضح أن هناك عناصر من كلا الجيوفيزياء البيئية والهندسية في العمل في دراسات المخاطر الجيولوجية.

## فوائد الهندسة الجيوفيزيائية
غير مدمرة. وهو مثالية للاستخدام في المناطق المأهولة بالسكان، مثل المدن، حيث تنشأ العديد من قضايا البيئية. وهذا يعني أيضا يمكن فحص المناطق دون تدمي أو تأثير في موقع أثري ما.
الكفاءة. توفر وسيلة لتقييم مناطق واسعة من تحت سطح الأرض بسرعة ودقة عالية.
شمولية. مزيج من الأساليب (أي أساليب متعددة التخصصات) توفير الوسائل لتطبيق تقنيات مختلفة من أجل حل المشاكل المعقدة.وتصيح أقل تعقيدا وغموضا.
فعالة من حيث التكلفة. الجيوفيزياء لا تتطلب الحفر أو الوصول المباشر إلى تحت سطح الأرض (ما عدا في حالة من إنشاء ابار حيث الوصول هو عادة عن طريق حفر ثقوب). هذا يعني أنه يمكن تقييم كميات هائلة من الأرض بتكلفة أقل بكثير من الحفر.

## الطرق الجيوفيزيائية المتوفرة
1-الحلقي الأفقي الكهرومغناطيسي.ويستخدم هذا الجهاز لتحديد مناطق تحت سطح الأرض، مثل النفط والمعادن والتنقيب عن المياه الجوفية. والكشف عن الألغام..
2- الأقمار الصناعية.حيث حاليا يتم الاستعانة بأقمار صناعية ذات حساسية عالية للكشف عن مناطق المعادن والكشف عن الأحول الجوية والاعاصير والفيضات وغيرها...